# Danasri Lor
Danasri Lor is een bestuurslaag in het regentschap Cilacap van de provincie Midden-Java, Indonesië. Danasri Lor telt 4666 inwoners (volkstelling 2010).